# Elżbieta Piskorz-Branekova
Elżbieta Piskorz-Branekova (ur. 11 lutego 1948 w Warszawie) – etnografka, badaczka polskich strojów ludowych, haftów ludowych i biżuterii ludowej, kolekcjonerka.

## Życiorys
W 1973 roku ukończyła studia na Katedrze Etnografii na Wydziale Historii Uniwersytetu Warszawskiego. Jest absolwentką Podyplomowego Studium Muzeologicznego na Wydziale Filozoficzno-Historycznym Uniwersytetu Jagiellońskiego w Krakowie. Specjalizowała się w muzeologii.
W 1974 roku podjęła pracę w Państwowym Muzeum Etnograficznym w Warszawie, a w roku 1991 została tam kuratorką Działu Etnografii Polski i Europy. Funkcję pełniła do 2009 roku. Na emeryturę przeszła w 2010 roku. Jest twórczynią muzealnych kolekcji stroju europejskiego oraz kolekcji bałkańskiej. Ta ostatnia obejmuje eksponaty z terenu Albanii, Bułgarii i Macedonii. Liczy ponad 700 obiektów. Bułgarska część kolekcji (570 obiektów) jest największą tego typu w polskich muzeach.
Stworzyła scenariusze około 50 wystaw poświęconych polskim strojom ludowym, które pokazywano w Polsce, Bułgarii, Rosji, Szwecji, Macedonii, Hiszpanii i Węgrzech. Współpracowała m.in. ze oddziałem Słowackiego Muzeum Narodowym – Muzeum Etnograficzny w Martinie, Herman Otto Muzeum w Miszkolcu, z Muzeum Bułgaria i Słowiański Świat w Sofii oraz z Muzeum Etnograficznym w Sofii, z regionalnymi muzeami w Kiustandił, Perniku, Płowdiwie, Smolan i Warnie. Dzięki temu pozyskała eksponaty dla PME i zorganizowała w Warszawie zagraniczne wystawy oraz pokazy zagranicznych grup folklorystycznych. Była kuratorką wystaw: „Wesele bułgarskie” w Kiustandił oraz „Kultura Matyo” w Miszkolcu. Zainicjowała i nadzorowała merytorycznie pokazy grup przedstawiających bułgarskie obrzędy Survakari i Kukeri związane z Nowym Rokiem i Wielkanocą.
Jest pomysłodawczynią i współautorką projektu strojeludowe.net. Na stronie są publikowane opisy strojów ludowych i ich elementów. Należy do Sekcji Stroju Ludowego w Polskim Towarzystwie Ludoznawczym.
Jest kolekcjonerką m.in. makatek kuchennych z Polski i Europy. Kolekcja liczy ponad 500 sztuk. W latach 2012–2020 eksponowano ją w muzeach i placówkach kultury w Polsce.
Za działalność na rzecz propagowania kultury tradycyjnej otrzymała Odznakę honorową „Zasłużony dla Kultury Polskiej” oraz Odznakę „Zasłużony dla Kultury Bułgarskiej”. W 2024 roku została laureatką Nagrody Kolberga. Doceniono jej działalność badawczą, m.in. opisy strojów zamojskiego i wilanowskiego z Urzecza oraz strojów z terenu województwa podlaskiego, których dotąd nikt nie opracował.

## Wybrane prace
- Tradycyjne stroje województwa podlaskiego, cz. 1: Z okolic Łomży, Zambrowa, Ciechanowca, Siemiatycz, Białegostoku, Bielska Podlaskiego i Hajnówki we współpracy z Aleksandrą Plutą, Podlaskie Muzeum Kultury Ludowej, Wasilków 2022, ISBN 978-83-960084-2-8[8] (nagrodzona Podlaskim Laurem Muzealnym – nagrodą Stowarzyszenia Muzealników Polskich Oddział Podlaski)[3], cz. 2: Z Suwalszczyzny i Sokólszczyzny we współpracy z Aleksandrą Plutą, Podlaskie Muzeum Kultury Ludowej, Wasilków 2024, ISBN 978-83-969859-1-0[9][10]
- Hafty kurpiowskie z Puszczy Białej, [w:] Hafty kurpiowskie z Puszczy Białej, red. Robert Andrzej Dul, Grażyna Leśniak, Stowarzyszenie „Puszcza Biała – Moja Mała Ojczyzna”, Pniewo 2021, ISBN 978-83-65912-49-7
- Biżuteria ludowa w Polsce, seria „Ocalić od zapomnienia”, Wydawnictwo Muza, Warszawa 2016, ISBN 978-83-7495-512-6[11]
- Tradycyjne stroje i zdobienia biłgorajskie (w zbiorach Muzeum Ziemi Biłgorajskiej, Muzeum Lubelskiego w Lublinie, Muzeum Wsi Lubelskiej i Muzeum Zamojskiego w Zamościu), Muzeum Zamojskie w Zamościu, Zamość 2016, ISBN 978-83-60893-48-7[12]
- Mądrości i gadki z kuchennej makatki. Katalog wystawy, Muzeum Etnograficzne im. Marii Znamierowskiej-Prüfferowej, Toruń 2016, ISBN 978-83-61891-96-3[13]
- Strój wilanowski z nadwiślańskiego Urzecza, „Atlas Polskich Strojów Ludowych”, red. A. Mironiuk-Nikolska, t. 45, cz. 4: Mazowsze i Sieradzkie, z. 11, Polskie Towarzystwo Ludoznawcze, Wrocław 2015, ISBN 978-83-939981-0-4[14]
- Czy strój noszony w okolicach Hrubieszowa i Tomaszowa Lubelskiego możemy nazwać hrubieszowsko-tomaszowskim? Problem z terminologią, „Atlas Polskich Strojów Ludowych”, zeszyt specjalny: Stroje ludowe jako fenomen kultury, Polskie Towarzystwo Ludoznawcze, Wrocław 2013, ISBN 978-83-87266-64-6[6]
- Strój zamojski, „Atlas Polskich Strojów Ludowych”, red. M. Tymochowicz, t. 40, cz. 5: Małopolska, z. 17, Polskie Towarzystwo Ludoznawcze, Wrocław 2013, ISBN 978-83-87266-79-0[15]
- Polska. Stroje ludowe. Poland. Folk costumes, publikacja dwujęzyczna, Muza SA, wyd. 1, Warszawa 2008, ISBN 978-83-7495-365-8[16], wyd. 2 – 2011, wyd. 3 – 2020[11]
- Polskie stroje ludowe, seria „Ocalić od zapomnienia”, t. 1–3, Muza SA, Warszawa 2005, ISBN 83-7319-316-2[13]
- Polskie hafty i koronki. Zdobienia stroju ludowego, seria „Ocalić od zapomnienia”, Muza SA, Warszawa 2005, ISBN 978-83-7495-599-7[17]